# Arrel aèria

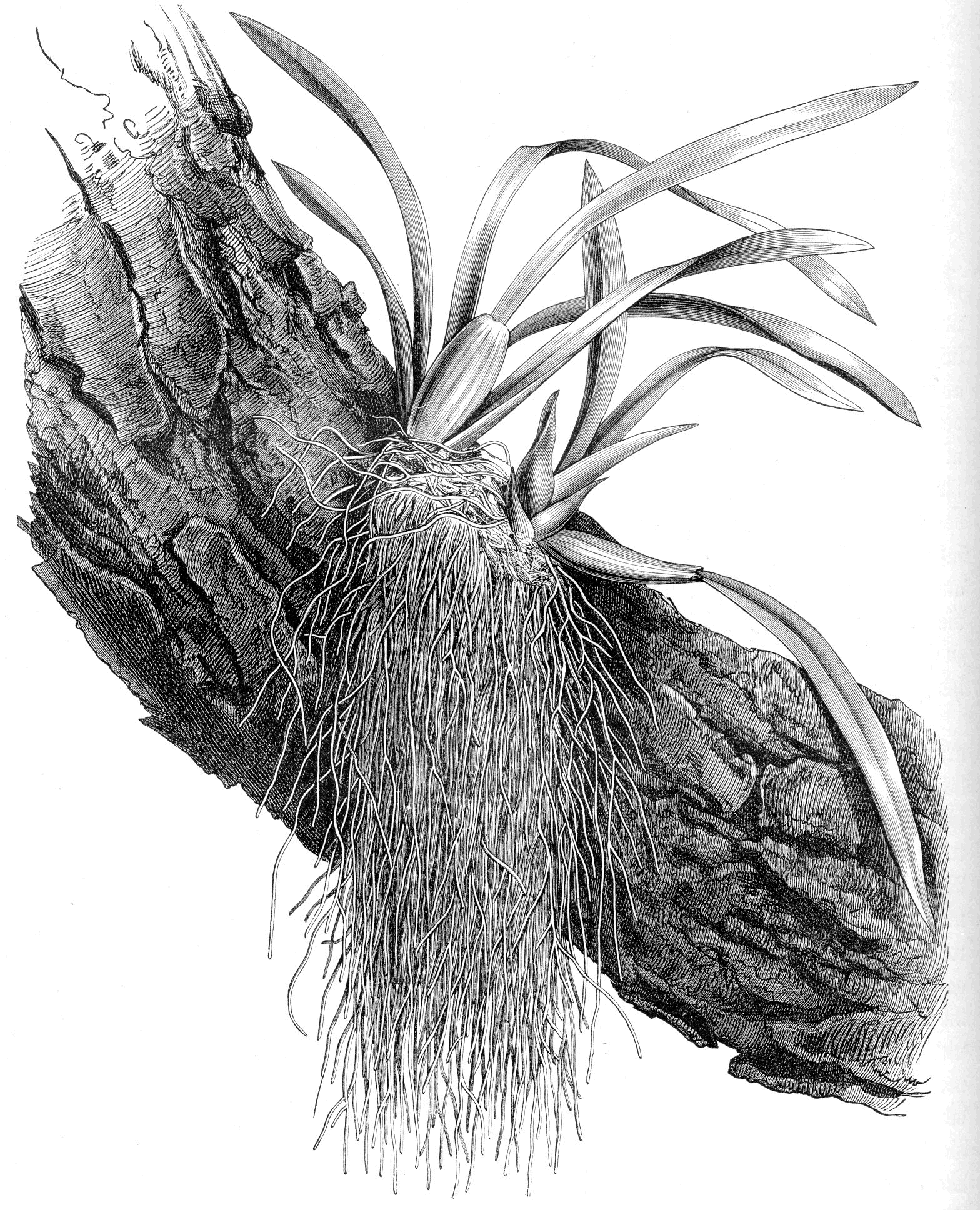
Orquídia amb arrels aèries

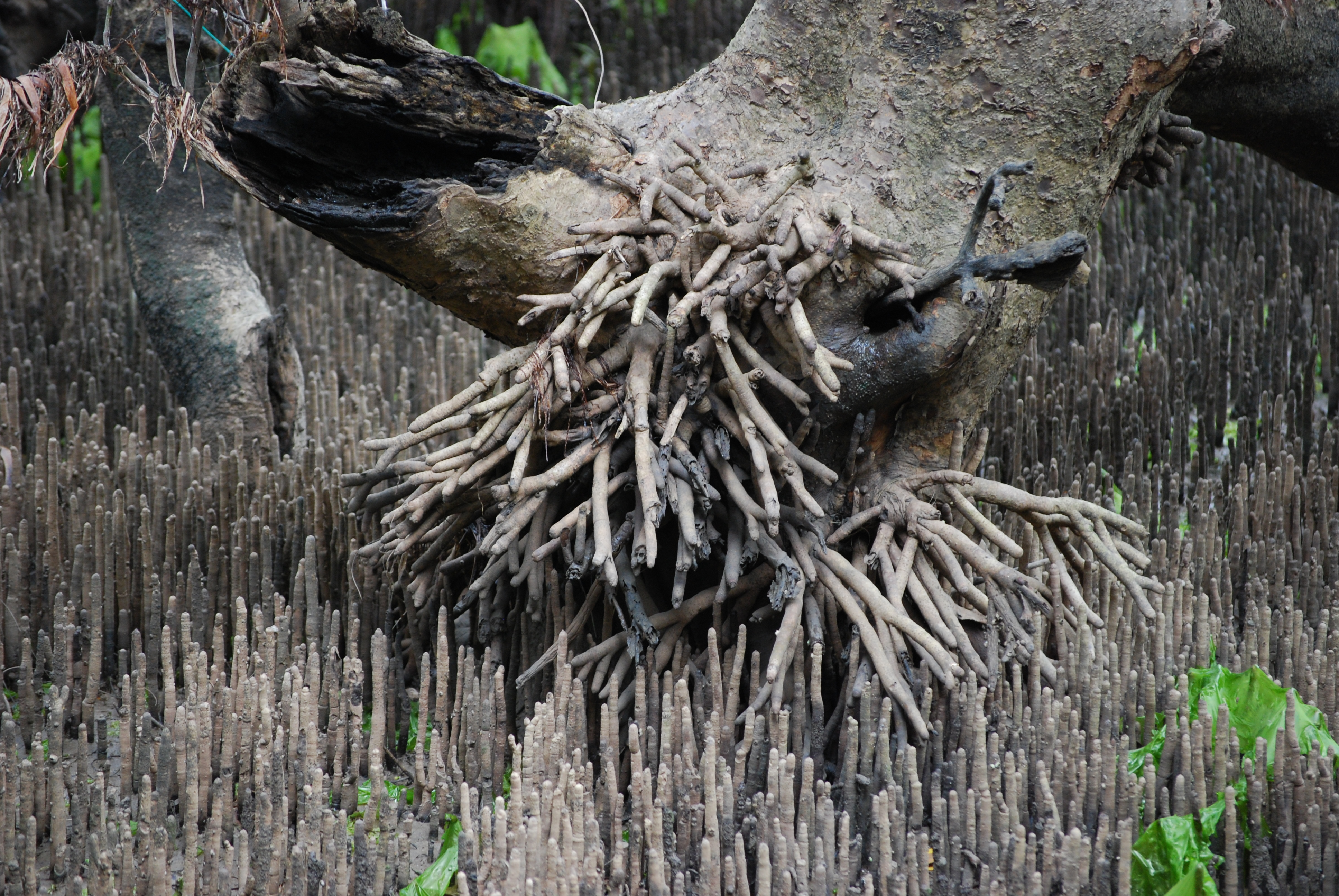
El mangle gris (Avicennia marina) i les seves arrels aèries

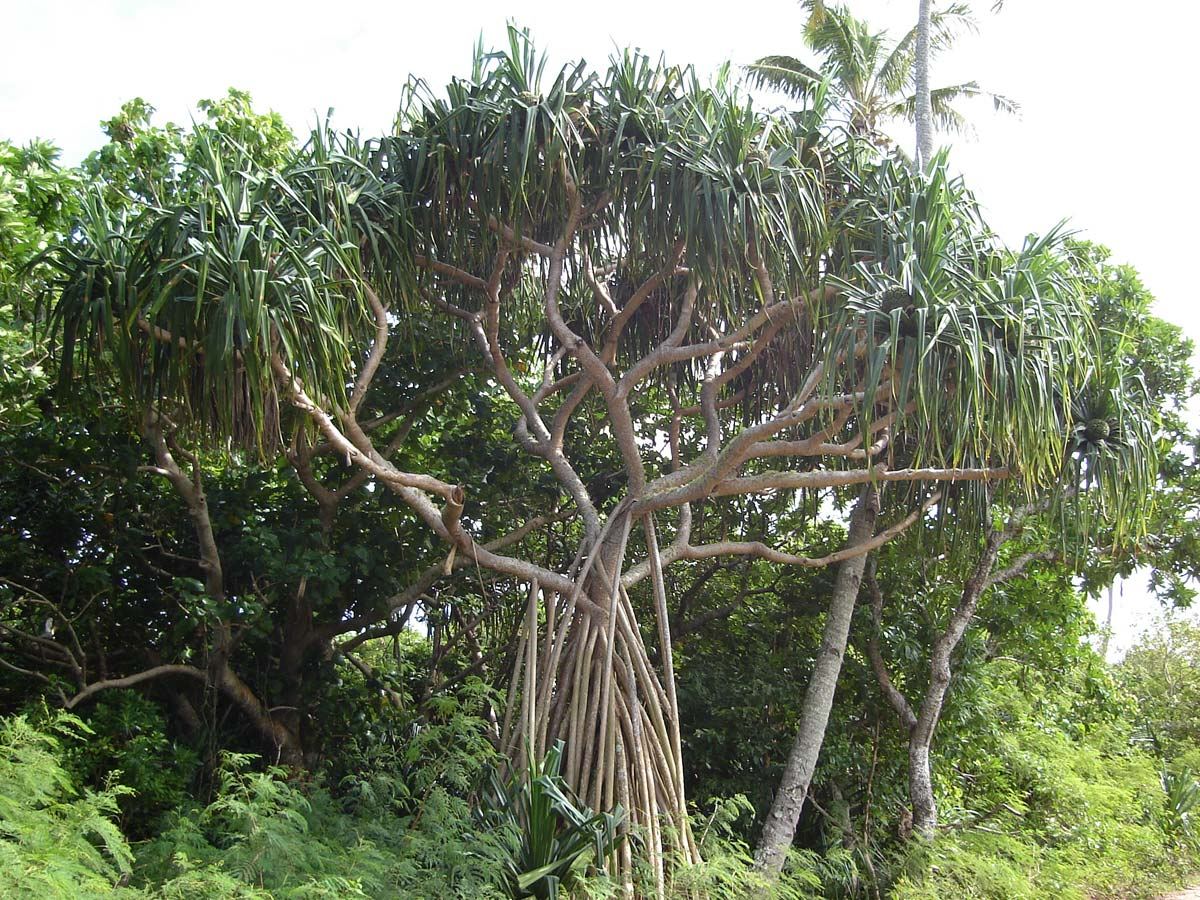
Rels aèries en forma de xanca de Pandanus tectorius.

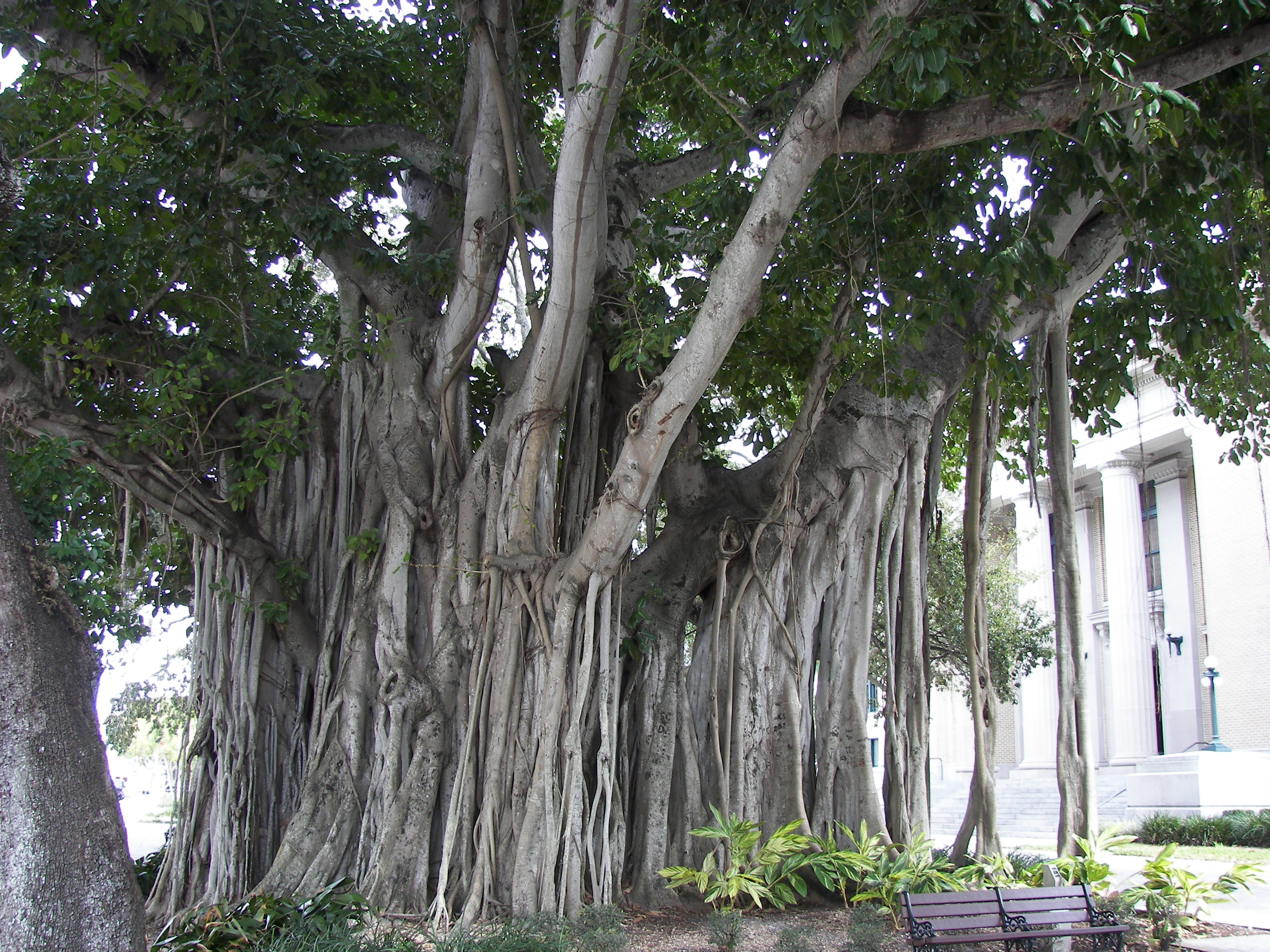
Figuera escanyadora a Florida

Les arrels aèries són un tipus d'arrels, generalment adventícies, que en lloc d'originar-se en la radícula de l'embrió sorgeixen de les parts aèries de la planta. Aquests tipus d'arrels se situen per sobre del sòl. Es troben en diverses espècies de plantes, incloent els epífits com les orquídies, arbres tropicals de terres pantanoses com els manglars, diverses espècies de Ficus, arbres del bosc temperat càlid plujós de Nova Zelanda amb les espècies rātā (Metrosideros robusta) i pōhutukawa (M. excelsa) i lianes com l'heura (Hedera helix) i "l'heura verinosa" Toxicodendron radicans.

## Tipus d'arrels aèries
Aquest òrgan de les plantes es troba en moltes famílies de plantes diverses. Té diferents especialitzacions segons l'hàbitat i funció de les plantes:
- Recolzadores
- Escanyadores, com les de les figueres tropicals escanyadores.
- Pneumatòfores, de geotropisme negatiu, ja que creixen cap enfora de la terra.
- Haustorials (de les plantes paràsites)
- Propagadores (amb estolons no subterranis que creixen per sobre la terra)

### Arrels aèries recolzadores
L'heura no és un paràsit i fa servir les arrels adventícies aèries per enfilar-se a les plantes hostes, a les pedres o a les parets de les cases. Arrels de suport es troben a la dacsa i la tomaquera entre altres espècies.
Un altre exemple són el d'arrels amb forma de xanca de les plantes del gènere Pandanus.

### Escanyadores
El banià, arbre del gènere Ficus, és un exemple de planta que acaba escanyant el seu hoste tot i que comença a viure com un simple epífit en la capçada d'un altre arbre.
Creix fins que les arrels aèries formen un pseudotronc que, eventualment, escanya l'arbre hoste. A Nova Zelanda l'arbre Metrosideros robusta envia cap avall arrels aèries als costats de l'arbre hoste.

### Pneumatòfors
Són arrels aèries especialitzades capaces de respirar en hàbitats d'aiguamolls. Les arrels poden créixer cap avall des de la tija, o cap amunt des d'arrels típiques. Aconsegueixen respirar amb lenticel·les i osmosi.

### Haustorials
Es troben en plantes paràsites, on les arrels queden cimentades a la planta hoste mitjançant un disc que s'introdueix en els teixits de l'hoste. El vesc n'és un exemple

### Arrels propagatives
Es tracta de les arrels que surten quan es desenvolupen estolons en plantes com la maduixera i les cintes.
Algunes fulles desenvolupen borrons adventicis des dels quals es formen arrels aèries per exemple en les plantes Tolmiea menziesii i Kalanchoe daigremontiana.